# Jaime Sánchez Fernández
Jaime Sánchez Fernández (Madrid, 20 de març de 1973) és un futbolista madrileny, ja retirat, que ocupava la posició de migcampista.

## Carrera
Va iniciar la seua trajectòria professional a les files del RSD Alcalá, amb el qual va aconseguir l'ascens a la Segona Divisió B el 1992. D'ací va passar a les categories inferiors del Reial Madrid, on va jugar tres anys en els equips C i B de l'entitat blanca.
El 1996 és cedit al Racing de Santander. Amb els càntabres debuta a la primera divisió i qualla una gran temporada, disputant fins a 36 partits. A l'any següent torna al Reial Madrid, on romandria dos anys més, jugant una cinquantena de partits en total. En eixa època guanyaria la Champions League de 1998 (Jaime sortiria al minut 81 de la final) i la Intercontinental del mateix any.
La temporada 99/00 fitxa pel Deportivo de La Corunya. Eixa temporada els gallecs guanyen el seu únic campionat de lliga de la seua història i Jaime juga 21 partits. Tot i que seria jugador del Depor fins al 2004, eixa seria l'única temporada a la plantilla blanc-i-blava. El madrileny seria cedit al Racing de nou, al Tenerife i al Hannover 96 de la Bundesliga.
Deixa la disciplina del Deportivo el 2004, i després de passar per l'Albacete i el Racing de Ferrol, ambdós de Segona Divisió, Jaime penja les botes el 2006.